# Nagding Co
Nagding Co (kinesiska: Nading Cuo, 纳丁错) är en sjö i Kina. Den ligger i den autonoma regionen Tibet, i den sydvästra delen av landet, omkring 640 kilometer nordväst om regionhuvudstaden Lhasa. Nagding Co ligger 5 139 meter över havet. Trakten runt Nagding Co består i huvudsak av gräsmarker.
Genomsnittlig årsnederbörd är 213 millimeter. Den regnigaste månaden är augusti, med i genomsnitt 55 mm nederbörd, och den torraste är november, med 2 mm nederbörd.